# Дитрих I (Мюнстер)
Дитрих I фон Мюнстер (на немски: Dietrich I (Thiedrich) von Münster; † 23 януари 1022) е 12. епископ на Мюнстер (1011 – 1022).

## Биография
Той е син на граф Брун фон Арнебург и съпругата му Гербург фон Щаде, дъщеря на граф Хайнрих I фон Щаде. Той е роднина на благородническия род Билунги.
Преди да стане епископ Дитрих I е дворцов каплан. Дитрих I води симонийска политика и получава конфликти с чичо си и графовете на Верл-Арнсберг.
След смъртта му на 23 януари 1022 г. епископ на Мюнстер става братовчед му Зигфрид фон Валбек, братът на историка и епископа Титмар Мерзебургски.